# Кузманов, Богдан
Богдан Антонов Кузманов (болг. Богдан Антонов Кузманов, 19 апреля 1934 — 22 декабря 1991) — болгарский ботаник, ведущий специалист по флоре Болгарии.

## Биография
Родился в Софии 19 апреля 1934 года. Учился в Софийском университете, окончил его в 1957 году. С 1958 года работал научным сотрудником Ботанического института Болгарской академии наук. Заведовал секциями полезных растений и сравнительной анатомии, морфологии и эмбриологии растений.
В 1961 году защитил диссертацию кандидата наук, в которой рассматривал систематику и экологическую географию болгарских видов Euphorbia. С 1970 года — преподавал в звани доцента на кафедре систематики высших растений. Впоследствии заведовал кафедрой прикладной ботаники.
В 1964 году — в Польше, в 1966 году — в Великобритании, в 1974 году — в США. В 1979 году читал лекции в Свободном университете Берлина, с 1985 по 1991 год преподавал в Университете Аристотеля в Салониках, в 1990 году — в Университете Южной Австралии и Ботаническом саду Аделаиды.
С 1985 года — доктор биологических наук, диссертация была посвящена систематике и эволюции сложноцветных Болгарии. В 1991 году назначен старшим научным сотрудником Ботанического института.
Один из основных авторов и редакторов «Флоры Болгарии», подготовил для неё описания около 1150 видов из 180 родов растений. С 1967 по 1980 год участвовал в подготовке Flora Europaea, обработал для неё род Edraianthus. Один из инициаторов создания Красной книги Болгарии, первый том которой был выпущен в 1984 году.
Скончался после сердечного приступа 22 декабря 1991 года.

## Некоторые научные работы
- Kuzmanov B., Kožuharov S., Ivanova H. Biometric studies on the genus Betula in Bulgaria // Fragmenta Floristica et Geobotanica. — 1966. — Vol. 12, № 4. — P. 329—336.
- Митрев А. А., Попова С. М. Атлас на лечебните растения в България / под ред. на Б. А. Кузманов. — София, 1982. — 224 с.

## Растения, названные именем Б. Кузманова
- Anthemis kuzmanovii Thin, 1983, nom. nov. — Anthemis cretica subsp. tenuiloba (DC.) Grierson, 1975